# Ipswich (Dakota del Sud)
Ipswich è un comune (city) degli Stati Uniti d'America e capoluogo della contea di Edmunds nello Stato del Dakota del Sud. La popolazione era di 954 abitanti al censimento del 2010. Fa parte dell'area micropolitana di Aberdeen.

## Geografia fisica
Ipswich è situata a 45°26′42″N 99°01′49″W (45.445009, -99.030239).
Secondo lo United States Census Bureau, la città ha una superficie totale di 3,47 km², dei quali 3,47 km² di territorio e 0 km² di acque interne (0% del totale).

## Storia
Ipswich venne fondata nel 1883 come fermata sulla Chicago, Milwaukee, St. Paul and Pacific Railroad. Prende il nome dall'omonima città in Inghilterra, forse tramite l'omonima città nel Massachusetts.

## Società

### Evoluzione demografica
Secondo il censimento del 2010, c'erano 954 abitanti.

### Etnie e minoranze straniere
Secondo il censimento del 2010, la composizione etnica della città era formata dal 97,48% di bianchi, lo 0,1% di afroamericani, lo 0,94% di nativi americani, lo 0,1% di asiatici, lo 0% di oceanici, lo 0% di altre razze, e l'1,36% di due o più etnie. Ispanici o latinos di qualunque razza erano lo 0,73% della popolazione.